# Königshütter Wasserfall

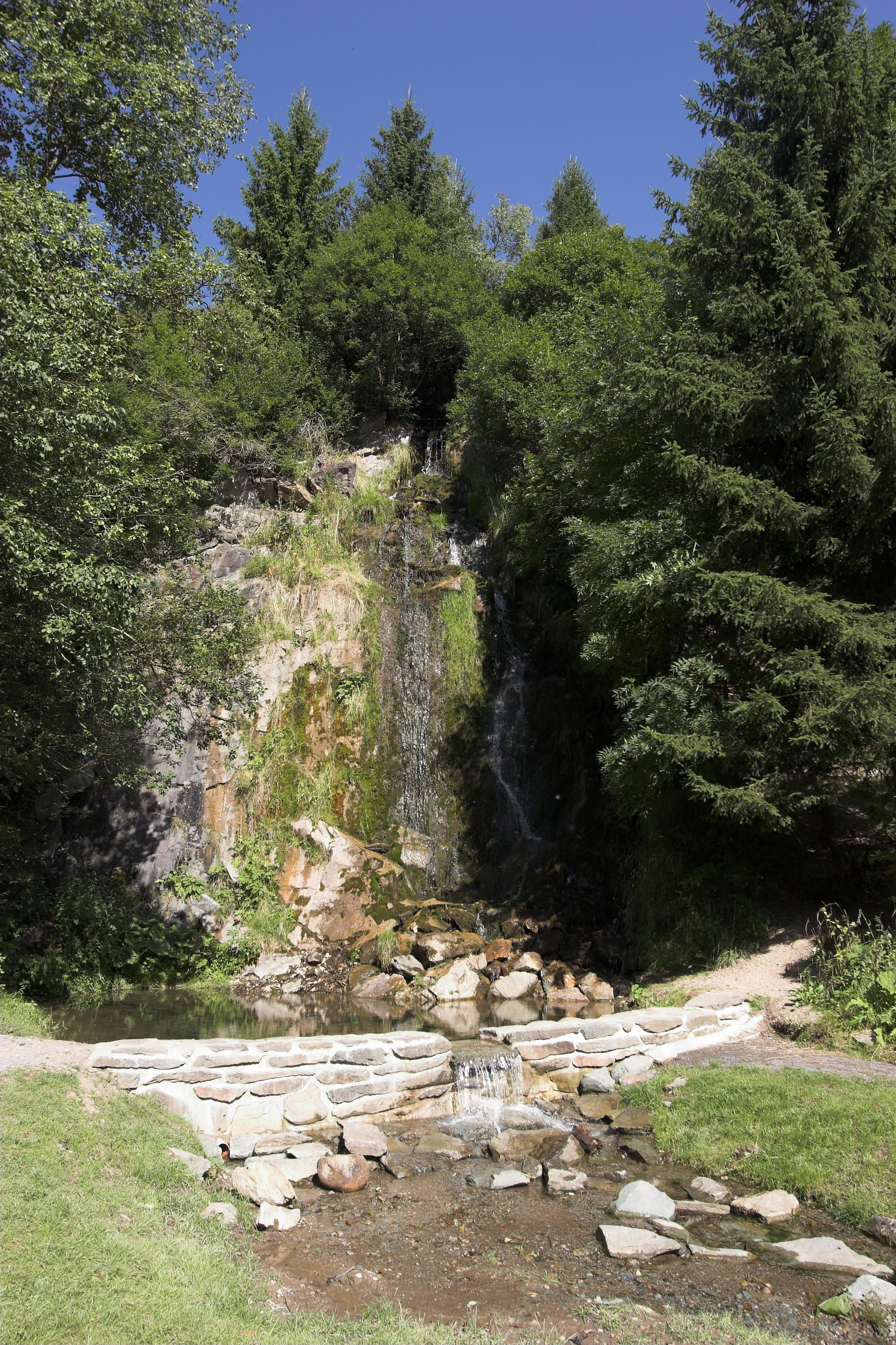
Königshütter Wasserfall

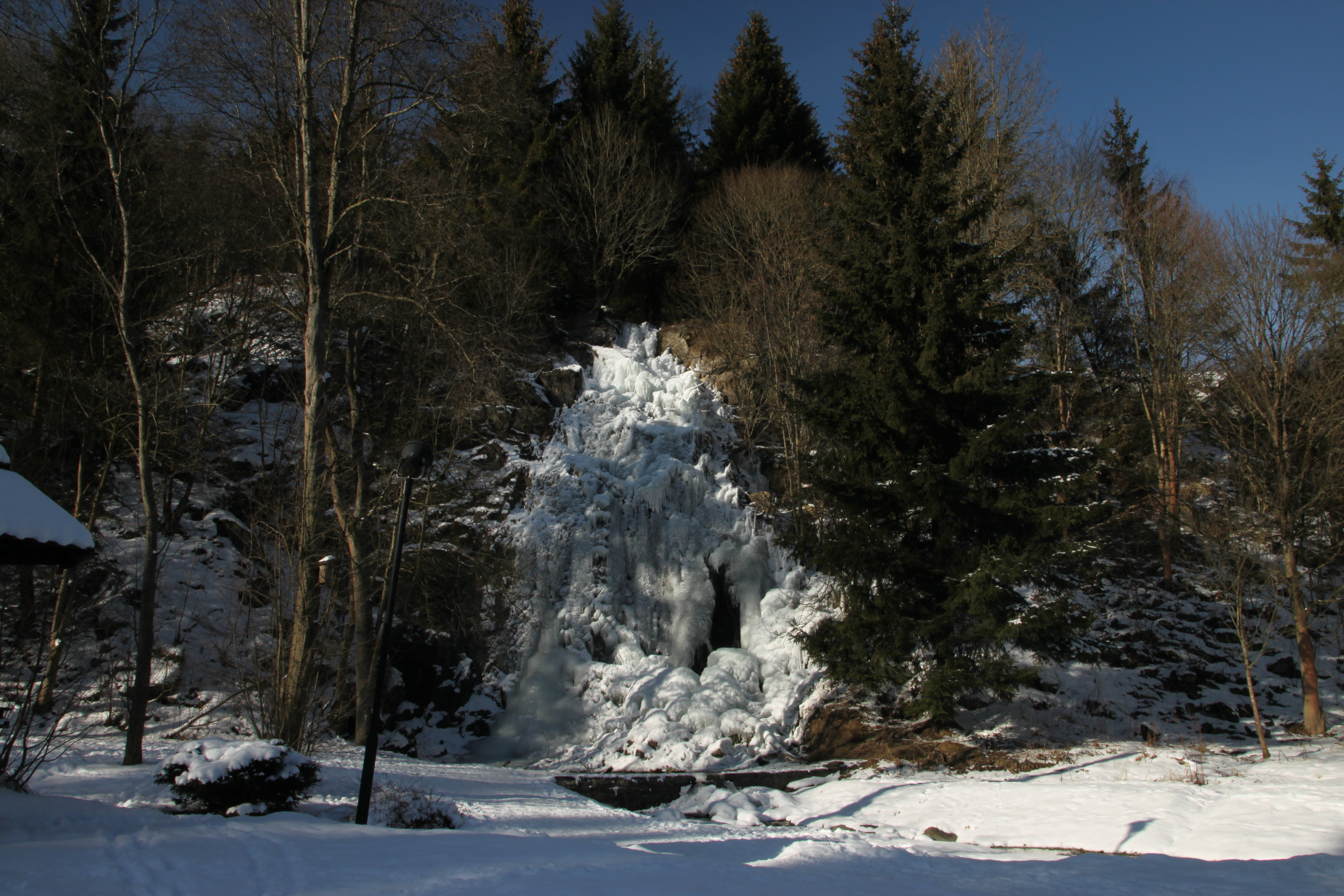
Königshütter Wasserfall im Winter

Der Königshütter Wasserfall im Harz ist ein künstlich angelegter Wasserfall bei Königshütte im Landkreis Harz in Sachsen-Anhalt.

## Geographische Lage
Der Königshütter Wasserfall liegt im Mittelharz im Naturpark Harz/Sachsen-Anhalt zwischen den Ortsteilen Neue Hütte (Westen) und Rothehütte (Südosten) von Königshütte, das zur Stadt Oberharz am Brocken gehört. Er befindet sich auf der Südostflanke des Rabensteins (499,1 m ü. NHN) auf etwa 450 m Höhe. In unmittelbarer Nähe führen die Bundesstraße 27, von welcher der Wasserfall bereits zu sehen ist, und die Rübelandbahn durch Königshütte. Direkt südlich der Straße fließt parallel zu dieser die Kalte Bode, die etwa 1.000 m südwestwärts (flussaufwärts) die Mandelholztalsperre durchfließt.

## Beschreibung und Wandern
Der Königshütter Wasserfall entstand künstlich im Zusammenhang mit einem ehemaligen Steinbruch im Jahr 1994. Er wird aus Wasser eines wohl namenlosen Grabens gespeist, der als Bifurkation der Knesebeckkoppe entsteht, und ergießt sich mit verhältnismäßig geringer Wassermenge aus etwa 12 m Höhe (nach anderen Angaben: 15 bzw. 20 m) in einer Fallstufe über eine Felskante. Sein Wasser fließt in die Kalte Bode. Direkt unterhalb des Falls liegt eine kleine Grünanlage mit Rast- und Grillplatz.
Der Wasserfall ist als Nr. 40 in das System der Stempelstellen der Harzer Wandernadel einbezogen. Die Stempelstelle befindet sich unterhalb des Wasserfalls auf dem Rastplatz.